# Levi Fragell
Levi Fragell (født 30. marts 1939) er en norsk humanist og tidligere formand for International Humanist and Ethical Union. Han er i dag pensioneret efter senest at have arbejdet som konsulent for den norske humanist-organisation Human-Etisk Forbund.